# Rostsidig dvärgtyrann
Rostsidig dvärgtyrann (Euscarthmus rufomarginatus) är en fågel i familjen tyranner inom ordningen tättingar.<

## Utseende och läte
Rostsidig dvärgtyrann är en liten (11 cm) tyrann med långa vingar och stjärt och kontrasterande strupe och bröst. Ovansidan är dämpat brun med ett otydligt ljusbeige streck ovan tygeln och ett kort ögonbrynsstreck. Stjärten är mer sotfärgad, liksom vingarna, med två beigefärgade vingband. Strupen är ljus, bröst och flanker varmt olivbeigefärgade och resten av undersidan gulaktig. Den slanka näbben är grå med skär undre näbbhalva. Lätet är ett snabbt och musikaliskt "tchip chip chip-tchrrrrrui".

## Utbredning och systematik
Fågeln förekommer från södra Surinam och östra Brasilien till nordöstra Bolivia och nordöstra Paraguay. Den behandlas som monotypisk, det vill säga att den inte delas in i några underarter.

## Status och hot
Arten har ett stort utbredningsområde, men tros minska i antal, dock inte tillräckligt kraftigt för att den ska betraktas som hotad. Internationella naturvårdsunionen IUCN listar arten som livskraftig (LC).